# Xamiatus
Xamiatus is een spinnengeslacht in de taxonomische indeling van de bruine klapdeurspinnen (Nemesiidae).
Xamiatus werd in 1981 beschreven door Raven.

## Soorten
Xamiatus omvat de volgende soorten:
- Xamiatus bulburin Raven, 1981
- Xamiatus ilara Raven, 1982
- Xamiatus kia Raven, 1981
- Xamiatus magnificus Raven, 1981
- Xamiatus rubrifrons Raven, 1981